# Margattea bisignata
Margattea bisignata es una especie de cucaracha del género Margattea, familia Ectobiidae. Fue descrita científicamente por Bey-Bienko en 1970.
Habita en Vietnam.